# Tunique (botanique)
Pour les articles homonymes, voir Tunique (homonymie).
En botanique, la tunique est l'enveloppe extérieure des bulbes. Elle peut en contenir plusieurs. La Gagée à spathe, par exemple, possède deux bulbes enfermés dans une même tunique.